# قائمة البعثات الدبلوماسية في أيرلندا الشمالية
تسرد هذه الصفحة البعثات الدبلوماسية الموجودة في عاصمة أيرلندا الشمالية في مدينة بلفاست، وهي أحد الدولة المكونة داخل المملكة المتحدة.

## القنصلية العامة والقنصليات والمكاتب التمثيلية والقنصليات الفخرية
بلفاست
- النمسا (قنصلية)[1][2]
- بلجيكا (قنصلية فخرية)[3]
- كندا (قنصلية فخرية)[4][5]
- الصين (قنصلية عامة)[6][7]
- تشيلي (قنصلية فخرية)[8]
- فنلندا (قنصلية فخرية)[9]
- اليونان (قنصلية فخرية)[10][11]
- هولندا (قنصلية فخرية)[12][13]
- نيوزيلندا (قنصلية فخرية)[14]
- النرويج (قنصلية فخرية)[15]
- بولندا (قنصلية)[16]
- الولايات المتحدة (قنصلية)[17]
- سانت فينسنت والغرينادين (قنصلية)[18]

## المنظمات الدولية
بلفاست
- الاتحاد الأوروبي [19][20]

## راجع أيضًا
- علاقات المملكة المتحدة الخارجية
- قائمة البعثات الدبلوماسية للمملكة المتحدة